# Gianfranco Giachetti
Pour les articles homonymes, voir Giachetti.
Gianfranco Giachetti  né à Florence le 27 septembre 1888  et mort à Rome le 29 novembre 1936 est un acteur italien.

## Biographie
En 1920 Gianfranco Giachetti fonde sa propre compagnie de théâtre - le  Ars Veneta  - dans laquelle il forme des acteurs importants comme Cesco Baseggio, Carlo Micheluzzi (it), Emilio Baldanello (it), Primo Piovesan (it) et les frères Gino (it) et Gianni Cavalieri (it). Il poursuit sa carrière en interprétant avec succès des œuvres de Goldoni, Giacinto Gallina (it) et Gino Rocca (it). Avec son intelligence raffinée et sa culture, il parvient à montrer les côtés plus sombres et les moins sentimentaux qui se cachent derrière des personnages pathétiques et apparemment inoffensifs, comme dans son rôle de Buganza, le compositeur raté qui aspire à la gloire dans « Nina, no far la stupida » d'Arturo Rossato et Giovanni Capodivacca. Il est considéré comme le véritable fondateur d'une lignée d'acteurs vénitiens qui ont travaillé avec lui et qui ont continué, pendant de nombreuses années après sa mort prématurée à mettre en scène des œuvres de la tradition théâtrale vénitienne. Parmi ceux-ci, en plus de ceux déjà mentionnés, on peut encore citer Cesare Polacco (it) et Margherita Seglin (it).
Avec l'avènement du cinéma parlant, dans les années 1930, Gianfranco Giachetti commence à travailler pour le cinéma, débutant avec Figaro e la sua gran giornata, de Mario Camerini en 1931. Jusqu'à sa mort prématurée, il tourne dans plusieurs films, même s'il reste avant tout un acteur de théâtre. En 1934, il tourne dans 1860 d'Alessandro Blasetti, qui le dirige à nouveau dans Vecchia guardia la même année, puis dans Aldebaran l'année suivante. 
Une vingtaine d'années après sa mort, il apparaît dans le film documentaire C'era una volta Angelo Musco de Giorgio Walter Chili, sorti en 1953, qui évoque la vie et la carrière du grand acteur sicilien Angelo Musco, à partir d'un montage de vieux morceaux de films assemblés pour l'occasion.

## Filmographie partielle
- 1932 :  La cantante dell'opera de Nunzio Malasomma.
- 1933 : Cercasi modella) de E.W. Emo
- 1933 :  Lisetta de Carl Boese
- 1934 : 1860 de Alessandro Blasetti.
- 1934 : Vecchia guardia  (en français : « Vieille garde ») de Alessandro Blasetti
- 1935 : Aldebaran de Alessandro Blasetti.